# Gratian (Kirchenrechtler)
Gratian, auch Magister Gratianus oder Gratianus de Clusio, († Mitte des 12. Jahrhunderts in Chiusi) gilt als „Vater der Kanonistik“. Er ist der Kompilator des nach 1139 entstandenen Decretum Gratiani, der einflussreichsten Kanones-Sammlung des Mittelalters.

## Leben
Über Gratians Leben finden sich nur spärliche und zum Teil auch widersprüchliche Angaben. Sein Geburts- und Todesjahr sind unbekannt. Um 1140 muss er in Bologna tätig gewesen sein, und das Decretum Gratiani legt nahe, dass er dort Kirchenrecht lehrte. Fast alle weitergehenden Angaben in den mittelalterlichen und neuzeitlichen Quellen werden von der modernen Forschung als unbelegt oder irrig verworfen.
Als seine Vornamen werden gelegentlich die Namen Johannes oder Franziskus genannt. Diese Namenszuschreibungen lassen sich jedoch auf Fehlinterpretationen und Verwechslungen zurückführen. So trug der in den Jahren 1045 und 1046 regierende Papst Gregor VI. vor seiner Papstwahl den Namen Johannes Gratianus. Dieser Umstand lässt eine Verwechslung naheliegend erscheinen. Der Name Franziskus wird lediglich vom Kürzel „F.“ bzw. „Fr.“ abgeleitet, das aufgrund Gratians Ordenszugehörigkeit jedoch auch als „Frater“ interpretiert werden könnte.
Die Bezeichnung Gratians als Kardinal ist vermutlich auf eine Verwechslung mit dem Glossatoren Gratianus Cardinalis, einem Dekretisten des Decretum Gratiani und Professors des kanonischen Rechts in Bologna zurückzuführen. Dieser wurde 1178 zum Kardinaldiakon ernannt und starb im Jahr 1197.
Die Behauptung, Gratian sei Angehöriger des Kamaldulenserordens gewesen, geht auf den Kamaldulenserabt Mauro Sarti zurück. Sarti nahm diese These in sein biografisches Werk über Gratian auf und sorgte so für ihre Verbreitung. Belegen lässt sie sich jedoch nicht. Das Kloster St. Felix in Bologna, in dem Gratian lebte und lehrte, war vermutlich dem Benediktinerorden zugehörig und wird in keinen zeitgenössischen Quellen als Kamaldulenserkloster bezeichnet.
Die Vorstellung, Gratian sei Bischof von Chiusi gewesen, geht auf den Chronisten Robert von Torigny zurück. Dieser hält in seiner Chronik für das Jahr 1130 fest: „Gratianus episcopus Clusinus coadunavit decreta valde utilia …“. Robert von Torigny gilt oft als unzuverlässiger Chronist, aber seine Angaben passen zu denen in einem Nekrolog aus Siena. Dieser nennt einen Bischof von Chiusi namens Gratian und dessen Todestag (10. August). Anders Winroth hat argumentiert, dass es sich dabei um den Verfasser des Decretum Gratiani handelt und dass als Todesjahr um 1144/45 anzunehmen sei.

## Werk
Gratian sammelte das verstreute kirchliche Rechtsmaterial und systematisierte es in seinem Werk Concordia discordantium canonum, das in der nachfolgenden Zeit kurz Decretum Gratiani genannt wurde. Als grundlegendes Werk der kirchlichen Rechtswissenschaft (Kanonistik) entfaltete es eine weitreichende Wirkungsgeschichte und machte seinen Verfasser Gratian zu einer zentralen Figur der mittelalterlichen Geistesgeschichte.